# Leo Kereselidse
Leo Kereselidse (georgisch ლეო კერესელიძე; * 1885; † 1944 in Deutschland) war ein georgischer General und Politiker. Er kämpfte zunächst gegen die russische Herrschaft über Georgien, später gegen seine sowjetische Besetzung.

## Leben
1910 gründete er mit Petre Surgladse die Zeitung Tawisupali Sakartwelo (dt. Freies Georgien). 1914 wurde er Mitbegründer des Komitees für die Unabhängigkeit Georgiens in Deutschland. 1915 trat er als Generalmajor in die Georgische Legion ein, war dort der ranghöchste georgische Offizier. Von Juni bis Dezember 1918 gehörte er zur deutschen militärischen Mission Friedrich Kreß von Kressensteins in der Demokratischen Republik Georgien, half der georgischen Regierung, eine Nationalarmee aufzustellen.
Nach der sowjetischen Besetzung Georgiens durch die Rote Armee verließ er im März 1921 seine Heimat, ging nach Deutschland ins Exil. 1924 war er neben Micheil Zereteli, Grigol Robakidse und Schalwa Maglakelidse Mitbegründer der Widerstandsorganisation Georgisches Komitee Weißer Georg, wurde ihr Generalsekretär. 1942 stand er Pate bei der Gründung der Exilpartei Union Georgischer Traditionalisten.